# Majléne Westerlund Panke
Majléne Lilian Westerlund Panke, född Gustafsson 8 februari 1946 i Hakarps församling i Jönköpings län, är en svensk politiker (socialdemokrat), som var riksdagsledamot 1994–2006.
I riksdagen var hon ledamot i utbildningsutskottet och suppleant i Europarådets svenska delegation. Westerlund Panke var invald för Hallands läns valkrets. Hon är fil. mag. och har arbetat som högstadielärare och som ombudsman i Halmstads arbetarekommun.
Westerlund Panke tog 2002 initiativ till att bilda Vetenskap & Allmänhet och var föreningens första ordförande.